# Bệnh văn phòng

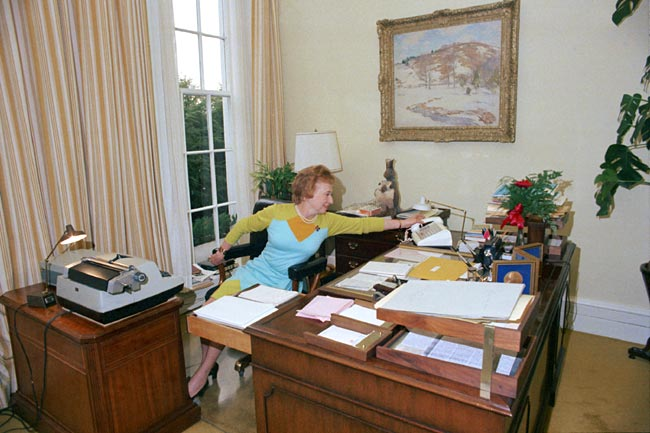
Công việc nhiều, áp lực lớn, phải ngồi thường xuyên, ít vận động là những nguyên nhân gây nên bệnh văn phòng

Bệnh văn phòng hay hội chứng bệnh văn phòng (tiếng Anh: sick building syndrome hay SBS) là tình trạng bệnh lý có nguyên nhân từ những điều kiện và môi trường làm việc ở văn phòng, cao ốc và những công việc liên quan đến lao động đặc thù tại văn phòng. Đối tượng đặc thù của loại bệnh này chính là những nhân viên văn phòng thường xuyên tiếp xúc và làm việc với máy vi tính, giấy tờ, hồ sơ... với hoạt động lao động trí óc, có nhiều mối quan hệ công tác đa dạng, phức tạp, cường độ làm việc cao, áp lực công việc lớn, tình trạng va chạm, căng thẳng trong công tác nhiều, công việc thường không có giờ giấc cố định như thường xuyên tiệc tùng, liên hoan, đi công tác...
Tất cả nguyên nhân trên đã gây ra nguyên nhân cho hàng loạt căn bệnh trầm kha, gây cho người làm văn phòng thường đau ốm triền miên, cơ thể yếu nhược, trì trệ, nặng nề hay mệt mỏi, dễ bụng phệ béo phì, suy nhược toàn diện, đặc biệt là các bệnh về thần kinh, dạ dày, cột sống, khớp, mắt, tĩnh mạch.... Tổ chức Y tế Thế giới đã cảnh báo có đến 30% cao ốc mới và được nâng cấp trên thế giới có thể gây ra các triệu chứng bệnh văn phòng, trong đó phụ nữ là đối tượng dễ bị hơn. Bệnh văn phòng khiến nền kinh tế Anh mất 24,6 triệu ngày làm việc mỗi năm do nghỉ bệnh. Thậm chí có nguy cơ cảnh báo cho rằng những nhân viên văn phòng thường xuyên phải ngồi làm việc trong nhiều giờ liền phải đối mặt với nguy cơ tử vong cao hơn.

## Nguyên nhân

### Về môi trường làm việc
Những điều kiện làm việc ở văn phòng dễ gây ra hậu quả không tốt cho sức khỏe như: sử dụng máy giữ độ ẩm không khí (máy điều hòa), thiết bị làm mát, tiếp xúc với bụi, sử dụng màn hình máy tính và sự hiện diện của các hóa chất gây ô nhiễm trong máy móc sử dụng, trong các loại thuốc xịt côn trùng hoặc thuốc tẩy rửa... môi trường làm việc nóng, khô hơn và ngột ngạt (do không gian văn phòng làm việc thường chật hẹp, chất nhiều hồ sơ)
Mặt khác, môi trường văn phòng thường thiếu khí trời, do làm việc trong phòng lạnh, máy điều hòa nên ít có ánh sáng mặt Trời. những ảnh hưởng của điều hòa, máy vi tính.... số lượng người mắc bệnh như đau lưng, đau khớp, các bệnh về đường hô hấp, các bệnh về đường tiêu hóa như táo bón, tiêu chảy, trĩ... ngày càng tăng. Điều tra xã hội học cho thấy 74% nhân viên văn phòng bị đau, khô họng, 73% nhức đầu, 80,9% đau lưng, 90,5% đau cổ, gáy, 46% đau mắt, 35% chảy nước mắt...
Trong đó một số tác nhân chủ yếu là:
- Máy điều hòa: Thông thường các tòa nhà được điều hòa không khí dễ khiến người ta bệnh hơn những môi trường thông thoáng tự nhiên. Đường hô hấp vốn nhạy cảm với nhiệt độ nên cần được giữ ấm. Sử dụng máy lạnh ở nhiệt độ thấp trong thời gian dài sẽ có thể khiến bạn nhiễm bệnh về hô hấp. Ngoài ra, các thiết bị này càng bị làm bẩn, các triệu chứng liên quan đến bệnh văn phòng sẽ càng đáng kể.
- Màn hình hiển thị (màn hình máy tính): Các màn hình hiển thị của máy tính được cho là nguyên nhân của một số triệu chứng nhất định, như nhức đầu, mỏi mắt. Nhân viên sử dụng máy tính hơn 7 tiếng đồng hồ có nhiều triệu chứng của bệnh văn phòng nhiều hơn. Ngoài ra, sử dụng màn hình máy tính nhiều cũng là nguyên nhân gây chứng mỏi mắt làm giảm năng suất làm việc.[1] Một thống kê cho thấy, ngồi máy tính nhiều sẽ làm giảm thị lực (83%), tổn hại khớp xương, đau lưng, đau vai (51,1%), đau đầu (56,1%) và chán ăn (54,4%).[5]
- Bụi: Các cao ốc văn phòng đầy bụi bặm và dơ bẩn, cùng sự hiện diện của khói thuốc lá đã làm gia tăng những triệu chứng bệnh.
- Nhiệt độ: Nhiệt độ trong phòng làm việc thường dao động từ 20-25 độ C khiến nhiều người cảm thấy da bị lạnh và khô hơn dù đã dùng kem chống ẩm. Sự chênh lệch nhiệt độ trong và ngoài phòng làm việc khá lớn, từ 5-10 độ C là điều rất bất lợi cho sức khỏe của người lao động nếu không có phòng đệm.[4]
- Không gian và vật dụng: Số nhân viên làm việc trong phòng thường đông, lại đóng kín cửa nên nồng độ khí CO2 trong phòng làm việc tại nhiều cơ sở khá cao, gây cảm giác ngột ngạt, khó thở cho con người. Các chất độc hại từ khói thuốc, keo sơn tường, thảm nhà, máy photocopy, máy fax, vi tính, gỗ chế biến thuốc sát trùng tạo ra khí độc CO2, formaldehyd benzen, các hữu cơ bay hơi VOC cao dễ gây bệnh đường hô hấp.

### Về tính chất công việc
Đặc trưng của người làm ở Văn phòng là công việc lao động trí óc, có nhiều mối quan hệ công tác đa dạng, phức tạp, cường độ làm việc cao, áp lực công việc lớn, tình trạng va chạm trong công tác nhiều (dễ dẫn đến Stress). Đồng thời lao động ở văn phòng là lao động đặc thù, ngồi nhiều, thường xuyên tiếp xúc với máy tính, công việc thường không có giờ giấc cố định (thường làm thông tầm, không được ngủ trưa thường xuyên), chế độ dinh dưỡng chưa hợp lý như dùng cơm trưa văn phòng, ăn các đồ ăn nhanh, tường xuyên tiệc tùng... dễ dẫn đến béo phì hoặc đau dạ dày.
Ngoài ra dáp lực công việc tại nhiều văn phòng cũng nặng nhọc, nhất là những nhóm việc như thiết kế, lập trình, viết phần mềm đều là việc khoán sản phẩm và đòi hỏi tiến độ thời gian nên tình trạng ngồi làm việc hơn 10 tiếng một ngày là phổ biến, những nhóm công việc khác như kế toán, thu ngân, thư ký, nhân viên điện thoại cũng ngồi thường xuyên, ít vận động. Nhìn chung, với cường độ làm việc căng thẳng, ít vận động, ngồi một chỗ quá lâu, thiếu vận động cộng thêm ảnh hưởng của điều hòa, máy vi tính là mầm mống của những căn bệnh văn phòng nan giải

## Các biểu hiện bệnh

### Một số biểu hiện nhẹ
Sức đề kháng kém, dễ mệt mỏi và bệnh vặt do nhịp độ công việc nhanh, liên tục trong nhiều giờ nên có cảm giác uể oải, thiếu năng lượng. Nếu bị stress hoặc mệt mỏi kéo dài sẽ làm sức đề kháng giảm nhanh, dẫn đến hệ miễn dịch cơ thể yếu đi, dễ mắc các bệnh lặt vặt như nhức đầu, nghẹt mũi, khô mắt, khô họng, khô da và thỉnh thoảng chảy nước mắt, nước mũi, hoặc làm nghiêm trọng hơn bệnh suyễn nếu có. Các biểu hiện như xây xẩm, hoa mắt chóng mặt, dễ bị hạ đường huyết. Những bệnh như huyết áp thấp, đau nửa đầu, cảm cúm phổ biến, điều này dễ dẫn đến người làm văn phòng hay mỏi mệt, nặng nề, ốm đau triền miên. Những người làm việc văn phòng khi thể chất, thể trạng sa sút dễ mẫn cảm với thời tiết, thường dễ bị các bệnh truyền nhiễm theo mùa như cảm cúm, viêm họng, viêm họng hạt, dễ nhức mỏi, đau nhức xương khớp khi trái gió trở trời, mẫn cảm và dễ nhức đầu do thay đổi thời tiết.

### Đau cột sống và khớp
Một số triệu chứng thường gặp như đau lưng, nhức mỏi khớp. Biểu hiện bệnh phổ biến và rõ rệt nhất với những người ngồi quá nhiều là triệu chứng đau mỏi lưng, ngồi liên tục trong một tư thế nhất định hàng giờ, cơ thể không được vận động thường xuyên nên cột sống dễ bị chùn, đây là một trong những nguy cơ dẫn đến thoái hoá cột sống khi có tuổi. Theo nghiên cứu của Viện Y học lao động và môi trường, nhóm lao động phải ngồi liên tục có tỉ lệ đau mỏi lưng cao hơn hẳn so với các nhóm làm việc khác: 15-20% số lao động bị đau so với 5-7% tại các nhóm khác. Nguyên nhân có thể là ghế ngồi không phù hợp, ngồi sai tư thế, thao tác công việc đơn điệu nhưng tần số thao tác cao, thời gian nghỉ ngơi quá ít. Khi rơi vào tình trạng này, người bệnh có cảm giác đau nhói các cơ, đau lưng và tê phù chân tay, tình trạng đau mỏi, nhất là đau lưng và đau cơ vai diễn ra khá phổ biến tại đây. Phần lớn trong số họ phải ngồi liên tục nhiều giờ, thời gian đi lại và vận động rất ít. Có nơi hơn 70% nhân viên công ty luôn trong tình trạng mỏi mệt, đau cứng cơ. Đa phần trong số họ là các lao động trẻ. Thống kê sơ bộ số lượng điều trị trong một ngày tại khoa Vật lý Trị liệu, Bệnh viện 108, cho thấy có 39/120 trường hợp điều trị liên quan tới thoái hóa cột sống. Độ tuổi của các bệnh nhân thường ở mức trung niên nhưng cũng có trường hợp dưới 40 tuổi đã bị thoái hóa hoặc biến dạng đường cong sinh lý cột sống. Các bệnh nhân này cùng có một nguyên do ngồi quá nhiều. Ngồi quá lâu với tư thế không đúng sẽ dẫn đến đau lưng mãn tính. Song song đó, việc thiếu vận động hằng ngày và hạn chế tiếp xúc với ánh nắng sẽ mau chóng dẫn đến tình trạng xương trở nên dòn, xốp và tiến nhanh đến quá trình bị loãng xương cùng các biểu hiện như thoát vị đĩa đệm, gai cột sống, thoái hóa đốt sống cổ.

### Đau ốngcổ tay
Đây cũng là một căn bệnh mà những người làm văn phòng thường mắc phải do thường xuyên sử dụng máy vi tính và con chuột vi tính. Bệnh hay gặp ở những người thường xuyên sử dụng các cơ và gân của ngón tay, bàn tay, cánh tay, bả vai. Hội chứng ống cổ tay tuy không nguy hiểm đến tính mạng nhưng về lâu về dài có thể dẫn đến tàn tật do tổn thương thần kinh và mạch máu. Triệu chứng điển hình chứng tê tay, biểu hiện bằng việc đau, tê ngón trỏ và ngón giữa, yếu ngón cái, có thể thấy đau cổ tay, lòng bàn tay hoặc cẳng tay do dây thần kinh giữa bị chèn ép. Người bệnh nhẹ cảm thấy tê buốt giống như bị kim châm ở bàn tay, nặng hơn thì cảm thấy rất đau ở bàn tay, có khi bỏng rát và nhức cả cẳng tay và cánh tay, tay yếu và tê cứng. Bệnh thường bắt đầu từ tay thuận. Những người dễ mắc triệu chứng này là người thường xuyên sử dụng máy tính, nhà văn, biên tập viên, thư ký... Tỷ lệ mắc ở phụ nữ cao hơn nam giới (92%)... Hội chứng này cũng có thể xuất hiện song song với bệnh thoái hóa cột sống cổ... Ngoài ống cổ tay thì phần vai và cổ đau nhừ, cổ như cứng đơ ra, hai vai tê mỏi, tinh thần bứt rứt không ổn định. Tứ chi tê dại, tay chân có cảm giác đau và ít có cảm giác, nếu ở lâu trong phòng điều hòa tình hình càng nặng thêm.

### Mắt và da bị ảnh hưởng
Làm việc liên tục với máy tính, quá tập trung với ánh sáng màn hình sẽ khiến mắt không chỉ mỏi, khô, mà còn có thể làm nhức đầu, có cảm giác nôn nao. Và môi trường máy điều hòa tại văn phòng, thiếu không khí trong lành làm da mất nước, khô ráp, nổi mụn. Theo một nghiên cứu của Đại học Y Hà Nội, nguyên nhân được kể đến là do giảm gần 40% tần số chớp mắt (từ 14 lần/phút xuống còn 6-7 lần), khiến mắt bị khô. Khi dùng máy tính, mắt có khuynh hướng mở to hơn nên cũng nhanh khô, không đủ nước mắt và độ trơn để loại sạch bụi. Sử dụng điều hòa nhiệt độ khiến nhiệt độ trong phòng và bên ngoài có thể chênh lệch từ 5-10 độ. Điều này khiến da thường bị mất nước, khô rát, thậm chí còn giảm sức đề kháng, dễ dàng mắc các chứng dị ứng, viêm nhiễm.

### Dễ căng thẳng thần kinh
Biểu hiện của hình thức này là Stress. Nguyên nhân là do những áp lực của công việc và môi trường xung quanh. Stress có thể gây ra một số bệnh như rối loạn giấc ngủ, nhồi máu cơ tim, xơ vữa động mạch, tăng huyết áp, đái tháo đường, viêm loét dạ dày, hội chứng đau nửa đầu, tai biến mạch não.
Bệnh đau đầu cũng thường gặp với các triệu chứng như: Đau đầu giật giật, cảm giác có gì đó gõ vào đầu, kèm theo hoa mắt do làm việc bằng mắt quá tập trung (ngồi vi tính) thời gian lâu, ít được ngủ, áp lực công việc nặng nề, do thế ngồi làm việc không đúng, ít thay đổi tư thế...

### Viêm loét dạ dày trường diễn
Viêm dạ dày mãn tính là một biểu hiện cụ thể, nguyên nhân là do áp lực công việc nhiều, ít ngủ (một số nhân viên văn phòng quá ít ngủ trưa, hoặc thức khuya để làm việc), ăn uống không điều độ, lúc nhiều lúc ít (thường những lúc tiệc tùng thì ăn uống quá thừa mứa, ăn nhiều chất đạm vào các buổi tiệc tối, uống nhiều rượu bia trong khi đó vào buổi sáng vì công việc gấp nên nhiều nhân viên văn phòng không kịp ăn bữa sáng, lúc lại vội vàng (ăn nhanh).

### Các biểu hiện khác
Một số biểu hiện khác như ăn uống kém, đau vai, đau thắt lưng dẫn đến sụn đệm cột sống thoái hóa, gây nên bệnh xương cổ, gây chèn ép thần kinh xương cùng, gây tổn thương và đau nhức cho xương cùng gây chèn ép thần kinh xương cùng, gây tổn thương và đau nhức cho xương cùng, một số bệnh biểu hiện như thoát vị đĩa đệm, gai cột sống... Ngoài ra các bệnh về tĩnh mạch do ngồi nhiều như suy giãn tĩnh mạch chân, giãn tĩnh mạch thừng tinh, huyết khối tĩnh mạch sâu... cũng có thể là nguy cơ cao.
Nguyên nhân do những người làm công việc văn phòng, ngồi máy tính... do phải ngồi lâu nên cơ thể thiếu vận động, sẽ khiến nhu động ruột, dạ dày yếu đi, dịch tiêu hóa bài tiết giảm dẫn đến tình trạng biếng ăn, ăn uống không ngon miệng, hay đầy và trướng bụng, hệ tiêu hóa hoạt động không tốt. Mặt khác, thức ăn dung nạp vào cơ thể sẽ không được đốt cháy hết và sẽ tích tụ, làm cho dạ dày, ruột không được nghỉ ngơi, ăn uống kém thì giấc ngủ bị ảnh hưởng, có thể thường xuyên ngủ kém, mất ngủ.

## Khắc phục
Có lời khuyên cho rằng, người làm công việc Văn phòng thường phải ngồi một chỗ thì khi ngồi hai chân nên để chạm đất, lưng thẳng. Khoảng 30-45 phút cần thay đổi tư thế chân, ngẩng đầu để đốt sống cổ vận động hoặc đứng lên đi lại, vận động nhẹ, ưỡn người để cơ thể, cột sống lưng và mắt được thư giãn.
Ngoài ra con người nên tìm cách cân bằng giữa ngồi, đứng, đi bộ và các hoạt động thể chất khác. Đặc biệt khi ngồi cần ngồi đúng tư thế ngồi ngửa người ra khoảng 135 độ (góc tạo bởi đùi và thân), chân chạm đất. Tư thế này giảm tải cho cột sống vì phần lớn khối lượng lưng đã dồn vào lưng ghế. Các mạch máu cũng được lưu thông tốt hơn.